# Halnaker
Halnaker – osada w Anglii, w hrabstwie West Sussex, w dystrykcie Chichester. Leży 6 km na północny wschód od miasta Chichester i 83 km na południowy zachód od Londynu. Hucclecote jest wspomniana w Domesday Book (1086) jako Helnache/Helneche.